# Sender Waldshut
Der Sender Waldshut ist ein Füllsender des Südwestrundfunks (ehemals des Südwestfunks) für Hörfunk. Er befindet sich auf dem Aarberg direkt neben dem Bergfriedhof in unmittelbarer Nähe zur Bundesstraße 34, etwa drei Kilometer östlich der Innenstadt von Waldshut. Es kommt ein freistehender Stahlrohrmast als Antennenträger zum Einsatz.
Von hier aus werden die angrenzenden schweizerischen Gemeinden Koblenz AG, Leuggern und Full-Reuenthal mit den Radioprogrammen Radio SRF 1 und Radio Argovia sowie mit dem digitalen Multiplex D02 der Swiss Media Cast versorgt.
Bis zur Einführung von DVB-T wurden von diesem Sender die Fernsehprogramme Das Erste, ZDF und SWR Fernsehen terrestrisch ausgestrahlt.

## Frequenzen und Programme

### Analoger Hörfunk (UKW)
| Frequenz (MHz) | Programm      | Senderlogo | RDS PS            | RDS PI                | Regionalisierung | ERP (kW) | Antennendiagramm rund (ND)/gerichtet (D) | Polarisation horizontal (H)/vertikal (V) | Abschaltung                    |
| -------------- | ------------- | ---------- | ----------------- | --------------------- | ---------------- | -------- | ---------------------------------------- | ---------------------------------------- | ------------------------------ |
| 91,8           | Radio Argovia |            | ARGOVIA_          | 4F2B                  | –                | 0,25     | D (90–270°)                              | H                                        | 1. Januar 2025 (Abgeschlossen) |
| 102,0          | Radio SRF 1   |            | SRF_1_AG _SRF_1__ | 46B1 (regional), 43B1 | Aargau/Solothurn | 0,5      | D (90–270°)                              | H                                        | 1. Januar 2025 (Abgeschlossen) |

### Digitaler Hörfunk (DAB)
Am 31. Juli 2018 wurde der Sendebetrieb für den digitalen Rundfunk aufgenommen. Gesendet wird das zweite deutschsprachige Multiplex der Schweiz zur Versorgung der grenznahen Region in der Schweiz.
DAB wird in vertikaler Polarisation im Gleichwellenbetrieb mit anderen Senderstandorten betrieben.
| Block                 | Programme | ERP (in kW) | Antennendiagramm rund (ND), gerichtet (D) | Gleichwellennetz (SFN) |
| --------------------- | --- | ----------- | ----------------------------------------- | --- |
| 7D SMC_D02 (SUI0003F) | DAB-Block der SwissMediaCast: - Rete Tre (64 kbit/s DAB+) - Radio Eviva (64 kbit/s DAB+) - Radio Life Channel (64 kbit/s DAB+) - Energy Zürich (64 kbit/s DAB+) - Energy Basel (64 kbit/s DAB+) - Energy Bern (64 kbit/s DAB+) - Radio Maria (64 kbit/s DAB+) - Radio Argovia (64 kbit/s DAB+) - Radio Top (64 kbit/s DAB+) - Radio Central (64 kbit/s DAB+) - Radio 24 (64 kbit/s DAB+) - ERF Plus (64 kbit/s DAB+) - Radio Zürisee (64 kbit/s DAB+) - Radio Pilatus (64 kbit/s DAB+) - Vintage Radio (64 kbit/s DAB+) - Flashback FM (64 kbit/s DAB+) - Radio Central 2 (64 kbit/s DAB+) - Radio Melody (64 kbit/s DAB+) | 1,1         | D                                         | - Aargau: Baden-Freienwil (Hörndli), Frick (Frickberg), Villigen (Geissberg), Wasserflue - Appenzell Ausserrhoden: Herisau (Ramsen), Schwellbrunn (Fuchsacker), Wildhaus (Säntis) - Bern: Adelboden (Wintertal), Adlemsried, Bern (Bantiger), Biel (Bözingenberg), Diemtigen (ufem Chrütz), Burgdorf-Oberburg (Rothöchi), Geissholz, Höfen (Beisseren), Huttwil (Hohfuren), Kandersteg (Büel), Langnau i.E. (Hirschmatt), Lauterbrunnen (Männlichen), Lenk-Metschstand (Hahnenmoos), Matten (Chlyne Ruuge), Saanen (Hornfluh), Zweisimmen (Heimersberg-Hüppiweid) - Basel-Land: Nenzlingen (Eggflue), Sissach (Metzenholden) - Basel-Stadt: Basel (St. Chrischona) - Freiburg: Fribourg (Hôpital) - Glarus: Engi (Lindenbodenberg), Linthal-Braunwald (Nussbüel-Schleimen), Sool (Trogsite) - Graubünden: Arosa-Dorf (Hinterwald), Davos-Dischma (Dorfberg), Klosters (Gotschnagrat), Medel-Curaglia (Vergera), Mon (Scarnoz), Morissen (San Carli), Trun (Axenstein 411), Valzeina (Mittagplatte), Versam (Uaul Scardanal) - Luzern: Geuensee (Höchweidwald), Schüpfheim (Vöglisbergegg), Sörenberg (Rischli), Willisau (Ankenloch) - Nidwalden: Engelberg-Wolfenschiessen (Stöck) - St. Gallen: Rüthi (Bismer), St. Gallen (Chirchli Peter und Paul), Strichboden, Wattwil (Chapf), Ziegelbrücke (Biberlichopf) - Schaffhausen: Altdorf (Ried), Osterfingen (Rossberg), Schaffhausen (Cholfirst), Schleitheim (Mattenhof-Birbiste) - Solothurn: Balsthal (Erzmatt), Olten (Engelberg), Solothurn-Oberdorf (Nesselboden) - Schwyz: Einsiedeln (Chummerweid), Oberiberg (Gadenstatt), Rigi (Kulm) - Thurgau: Bischofszell Sitterdorf (Pierchäller), Mammern (Seehalde), Sirnach (Sirnachberg Bärgholz), Weiningen (Haslibuck) - Uri: Amsteg-Gurtnellen (Unter Axeli), Andermatt (Bäzberg), Attinghausen (Schiltwald) - Zürich: Bülach (Eschenmosen), Bachtel Kulm, Steg-Fischenthal (Waldsberg), Winterthur (Brüelberg), Zürich (Uetliberg), Zürich (Zürichberg) - Deutschland: Bad Säckingen (Eggberg), Konstanz (Fernmeldeamt), Waldshut (Aarberg), Hohentengen (Wannenberg) - Österreich: Bregenz (Pfänder) |

### Analoges Fernsehen (PAL)
Bis zur Einführung von DVB-T diente der Sender Waldshut weiterhin für analoges Fernsehen:
| Kanal | Frequenz (MHz) | Programm                        | ERP (kW) | Sendediagramm rund (ND)/ gerichtet (D) | Polarisation horizontal (H)/ vertikal (V) |
| ----- | -------------- | ------------------------------- | -------- | -------------------------------------- | ----------------------------------------- |
| 21    | 471,25         | Das Erste (SWR)                 | 1        | D (75–225°)                            | H                                         |
| 33    | 567,25         | ZDF                             | 0,4      | D (75–255°)                            | H                                         |
| 59    | 775,25         | SWR Fernsehen Baden-Württemberg | 0,6      | D (75–255°)                            | H                                         |